# Chełm (Karkonosze)
Chełm (niem. Birksberg, 483 m n.p.m.) – szczyt w Karkonoszach w obrębie Pogórza Karkonoskiego, w jego środkowej części. Góruje nad Podgórzynem Dolnym. Jego zachodnim podnóżem biegnie droga z Sobieszowa do Zachełmia.
Zbudowany z granitu karkonoskiego. Na zboczu opadającym ku wschodowi skałki.